# 辻葦夫
辻 葦夫（つじ あしお、1902年（明治35年） - 1980年（昭和55年）11月13日）は、日本の洋画家。「葦夫」は筆名で、本名は芳雄。

## 略歴
山梨県甲府市に生まれる。山梨県立甲府中学校（山梨県立甲府第一高等学校）を卒業後、上京して慶應義塾大学に入学する。大学時代から油絵をはじめ、1929年（昭和4年）には福沢一郎に師事する。翌年には地元で米倉壽仁らとシュルレアリスム絵画グループである「六人社」を結成する。また、1937年（昭和12年）に設立された山梨美術協会の結成にも参加し、1941年（昭和16年）・翌42年（昭和17年）には副委員長を務める。
1944年（昭和19年）には独立美術協会で《秋》、《静物》が入選し、同年にはサロン・ド・ジュワン会員となる。戦後には1955年（昭和30年）に中村宗久らと「白壽会」を結成し、葦夫は二代目の会長になる。1978年（昭和53年）には財団法人実財団から文化功労実賞を受賞する。